# The Rub Rabbits!
The Rub Rabbits!, i Japan känt som Akachan wa Dokokara Kuruno? (赤ちゃんはどこからくるの?, lit. Where do Babies Come From?)  är ett datorspel till Nintendo DS utvecklat av det japanska företaget Sonic Team och utgivet av Sega. Spelet är en uppföljare till spelet Project Rub, men utspelar sig innan det första spelet.